# Chiềng On
Chiềng On est une commune rurale, située dans le district de Yên Châu (province de Sơn La, Viêt Nam).

## Géographie

### Localisation
Chiềng On est située au nord-ouest du district de Yên Châu. La commune est bordée au nord-ouest par le district de Mai Sơn (et les communes de Chiềng Lương et Phiêng Pằn), au nord et au nord-est par la commune de Yên Sơn, au sud par le Laos, à l'ouest par la commune de Phiêng Khoài.
Au sud de la commune se trouve le poste frontière de Nà Cài qui marque la fin de la route provinciale 104. Il permet l'entrée dans le district de Xiengkhor (province de Houaphan) au Laos.

### Géographie physique
Chiềng On a une superficie de 68,21 km2 (selon le ministère de l'Information et des Communications, la superficie est de 64,29 km2). La topographie est principalement montagneuse.

### Subdivisions
La commune se subdivise en six villages.
| Numéro | Nom      | Population (2012) | Ethnie majoritaire | Distance du centre communal |
| ------ | -------- | ----------------- | ------------------ | --------------------------- |
| 1      | Nà Đít   | 762               | Xinh Mun           | 0,5 km                      |
| 2      | Nà Dạ    | 702               | Xinh Mun           | 1 km                        |
| 3      | Trạm Hốc | 564               | Xinh Mun           | 4 km                        |
| 4      | Nà Cài   | 520               | Xinh Mun           | 7 km                        |
| 5      | Khuông   | 524               | Xinh Mun           | 6 km                        |
| 6      | Đin Chí  | 534               | Hmong              | 4 km                        |

### Climat
Chiềng On a un climat humide subtropical de zone montagneuse avec des saisons tropicales sèches et un été chaud et humide accompagné de fortes pluies. Du fait de l'encaissement du terrain, de nombreux sous-climats existent et permettent le développement d'une riche production agro-forestière.

## Politique
Le code administratif de la commune est 04084.

## Population et société

### Démographie
La population se divise en quatre groupes ethniques : Kinh, Thaï, Hmong et Xinh Mun.
| 1999  | 2012  | - | - | - | - | - | - | - |
| ----- | ----- | - | - | - | - | - | - | - |
| 3 694 | 5 070 | - | - | - | - | - | - | - |

### Médias
L'accès à l'information est limité.

## Économie
L'économie repose sur la culture du riz et du maïs.

## Sources
- (vi) Cet article est partiellement ou en totalité issu de l’article de Wikipédia en vietnamien intitulé « Chiềng On » (voir la liste des auteurs).